# Paepalanthus accrescens
Paepalanthus accrescens är en gräsväxtart som beskrevs av Silveira. Paepalanthus accrescens ingår i släktet Paepalanthus och familjen Eriocaulaceae. Inga underarter finns listade i Catalogue of Life.